# 30 (阿黛尔专辑)
《30》是英國創作歌手愛黛兒的第四張錄音室專輯，於2021年11月19日由哥伦比亚唱片發行。專輯與前作《25》相隔約六年，並主要聚焦在愛黛兒的離婚、懷孕、名氣、心碎、接納，以及希望等主題上。她於2019年至2021年間跟格萊格·科爾斯汀、马克斯·马丁與歇爾貝克等曾在《25》上合作的音樂製作人共同創作了《30》，而魯德溫·葛瑞森跟英國音樂團體Sault的Inflo則在新專輯上首次合作。
在音樂風格上，《30》是一張流行、靈魂樂跟爵士乐專輯。美國爵士樂鋼琴家艾羅·嘉納以客席樂手的追贈名義參與歌曲All Night Parking，成為愛黛兒標準版專輯曲目的首位客席藝人。專輯被廣泛認為是愛黛兒最優秀的作品，包括讚賞歌曲的製作、內省的歌詞、以及愛黛兒的聲樂。《30》亦獲各種出版物列為2021年的最佳專輯之一。
專輯的主打單曲Easy on Me於2021年10月15日發行，並登上27個地區排行榜冠軍。專輯的第二支單曲Oh My God亦打進歐洲跟北美地區等排行榜前5位。《30》以規劃龐大的營銷活動宣傳，其中美國CBS電視台於2021年11月14日播出音樂會特輯《愛黛兒：只此一夜》，而英國獨立電視台也於2021年11月21日播出音樂會特輯《愛黛兒面對面》（An Audience with Adele）。愛黛兒亦計劃在2022年1月12日至4月16日舉行名為《與愛黛兒共度週末》（Weekends with Adele）的拉斯維加斯駐唱演唱會，以及在2022年7月1日跟2日在倫敦海德公園舉行連續兩場英國夏令時演唱會。
《30》發行後登上24個國家排行榜冠軍，包括成為愛黛兒連續第四張英國冠軍專輯，使她成為首位出道至今所有專輯均登上英國專輯排行榜冠軍的歌手。專輯亦創下繼愛黛兒自己的《25》後，女歌手於英國的最高首週銷量，並成為當地全年最高銷量的專輯。在美國，《30》成為她連續第三張登上《告示牌》二百強專輯榜冠軍的專輯，並成為年度最暢銷專輯。《30》也是2021年全球最暢銷專輯，於全年賣出超過500萬張。愛黛兒也因此成為2021年全球銷量第三高的歌手。《30》於「第42屆全英音樂獎」上贏得「年度最佳英國專輯」，使愛黛兒成為首位三度獲得此獎項的個人歌手。

## 背景
在《25》的創作期間，愛黛兒指自己已經創作出足以製作三至四張專輯的素材。她其後表示有四五首歌曲可能會留待以後推出，當中包括一首與格萊格·科爾斯汀共同創作的歌曲，原因是她認為這些歌曲更切合更年長的自己。跟詞曲作家戴安·華倫共同創作的多首歌曲亦未獲收錄在《25》，而華倫則指其中部分有機會收錄在愛黛兒未來的專輯。2018年，主流媒體報導愛黛兒已經開始製作個人第四張錄音室專輯。鼓手麥特·張伯倫確認自己已經跟愛黛兒在錄音室製作她的第四張錄音室專輯。同時媒體亦傳出里克·諾爾斯、約翰·傳奇跟拉斐爾·沙狄克均加入專輯的製作班底，而製作出「充滿靈魂而多一點電子聲音」的專輯。
愛黛兒跟西蒙·科內基於2018年結婚，比起傳媒報導的時間實際晚了兩年。她其後於2019年提出离婚。在跟科內基分居後，愛黛兒踏上療癒自我的旅程，包括開始接受心理治療以及修復跟父親之間的疏離關係。她在接受《時尚》訪問時提到，那時候自己會感到焦慮，而這跟與科內基分居、對名氣的審視，以及懷孕生子均給予自己創作《30》的靈感。愛黛兒離婚後數年間一直受到相關問題困擾，包括這對於兒子的影響。愛黛兒接受心理治療師的建議，定期就自己跟前夫的離婚與兒子對話，並將對話過程錄音。期間愛黛兒受到跟兒子對話而獲得的創作靈感，決定重返錄音室錄製一張向他解釋自己為何要離開他父親的專輯。
在《25》的宣傳早期，愛黛兒表示將停止以自己年齡為未來專輯命名。然而她在31歲生日當天以玩開笑的語氣在社交媒體發文，以《30》稱呼自己的新專輯，暗示將沿用過去三張專輯的命名方式。2020年2月15日，愛黛兒在朋友的婚禮上表示自己的第四張錄音室專輯將於同年9月發行。但她其後確認專輯的製作跟發行受到2019冠状病毒病疫情的影響而延後。

## 創作與發展
愛黛兒以音樂作為離婚後的宣洩途徑，並將在錄音室工作形容為「基本上在逃避」。跟過往專輯的處理方式一樣，《30》所選用的聲樂音軌皆為原始樣本。由於愛黛兒希望在專輯的錄製期間營造出「安全的空間」，因此決定起用跟前作《25》相比更少合作對象。愛黛兒選擇能夠相處自在的製作人合作，包括身為好友的長期合作製作人格萊格·科爾斯汀，她表示科爾斯汀讓自己覺得「能夠暢所欲言，自由歌唱，而不會受到批判」。愛黛兒跟科爾斯汀共同完成了專輯的六首歌曲：Easy on Me、My Little Love、Cry Your Heart Out、Oh My God、I Drink Wine跟All Night Parking。
I Drink Wine的創作受到艾爾頓·強跟伯尼·陶平的作品啟發，並表達出愛黛兒對於自己未有陪伴在摯友身邊的自責，歌曲初版長度達15分鐘，其後因為唱片公司的反應而裁減時長。All Night Parking以客席樂手的名義追贈美國爵士鋼琴家艾羅·嘉納的貢獻，使他成為愛黛兒標準版專輯曲目的首位客席藝人。跟愛黛兒曾經合作的瑞典製作人兼詞曲作家马克斯·马丁與歇爾貝克，以及加拿大詞曲作家小托比亞斯·傑索亦再次跟她合作。由科爾斯汀製作的Oh My God於愛黛兒的焦慮開始消退期間創作。歌曲的靈感源自她跟前夫西蒙·科內基離婚的首次約會跟調情。
瑞典作曲家魯德溫·葛瑞森跟英國製作人Inflo（音樂團體Sault領頭人）與愛黛兒於新專輯首次合作。愛黛兒在觀看朱迪·加兰傳記片後深受啟發，並被其作品的旋律、結尾跟和聲深深吸引，於是與葛瑞森創作出Strangers by Nature。由於年齡相近加上同樣於北倫敦成長，於是愛黛兒很快便決定跟Inflo合作。二人的錄製會議主要從廣泛的對話開始，然後決定想要創作的情感。他們共同創作跟製作了三首歌曲：Woman like Me、Hold On跟Love Is a Game。其中最後一首歌受到《第凡內早餐》的啟發，他們曾在錄製會議期間以靜音方式播放此電影。Hold On的創作主題為愛黛兒在離婚期間曾多次失去希望，並獲她的朋友參與歌曲的和聲。愛黛兒表示：「我記得我有大概一年都幾乎沒大笑過。但直到我寫出Hold On再去聽它，我才發現自己其實已經有了起色。後來我想：『真的，我真的學到了好多，經歷了好多』」。2021年2月，《30》已經大致完成，除了部分管弦樂部分跟和聲尚待處理。

## 構成與主題
《Stereogum》形容《30》為流行、靈魂樂跟爵士乐專輯。《30》亦帶有節奏藍調、福音音樂，以及舞曲流行元素。專輯包含合唱聲樂、和聲、語音紀錄、小提琴、弦、風琴跟號等各種聲音。專輯主要聚焦在愛黛兒的離婚、焦慮與懷孕等主題上。在2021年10月9日的Instagram直播上，愛黛兒反覆表示《30》的中心主題為自己的離婚。她亦指出《30》會比過往的作品更加內省：「我覺得這張專輯先是自我毀滅，然後是自我反思，以及帶些自我救贖」。她亦表示衷心希望這次大家能夠從自己的角度聆聽她的故事。

### 歌曲
專輯以Strangers by Nature開始，這是一首具有電影感的歌曲，並包括風琴、弦跟傷感歌詞。歌曲以「好吧，我準備好了」的歌詞結束，其後接著專輯的主打單曲Easy on Me。這是一首關於從離婚中療癒的傳統鋼琴抒情曲。專輯的第三首歌曲My Little Love為愛黛兒獻給自己兒子安傑洛的歌曲，其中使用了語音紀錄的對話，講述了愛黛兒的離婚以及心碎的痛楚。專輯的第四首歌曲Cry Your Heart Out是一首主要以鋼琴伴奏的快板歌曲，與其關於抑鬱和焦慮的歌詞形成鮮明對比，但也帶有解脫的感覺。Oh My God於伴奏加入掌聲、鍵、電風琴，以及「隆隆作響」的低音吉他，並結合節奏藍調旋味以及流行舞曲跟電子流行風格的取樣，而主題則圍繞阿黛兒離婚後的首次調情。Can I Get It是一首原聲結他歌曲，並帶有輕快的口哨聲副歌部分。歌曲講述了對於愛情的感覺，並渴望一段真實而長久的戀愛關係。I Drink Wine是一首福音音乐方向的強力抒情曲，講述了愛黛兒的離婚以及她在希望能夠擺脫自我以獲得愛情。
All Night Parking是一首迎來爵士乐鋼琴家艾羅·嘉納客席參與的插曲，成為愛黛兒第一首迎來客席參與的專輯標準版歌曲。歌曲喬伊·佩科拉羅2017年的歌曲Finding Parking作為音樂基礎，並取樣嘉納1964年的歌曲No More Shadows。歌曲講述了展開一段異地戀的興奮，儘管這段關係不會長久。歌曲的總長度只有2分31秒，為整張專輯時長最短的作品。Woman like Me是專輯的第九首歌曲，並主要以原音樂器伴奏。歌曲講述對方不願意走出上一段戀愛關係走出來，並讓它纏繞著當下的關係，使愛黛兒指責他的懶惰跟自我懷疑。Hold On是一首帶有福音音乐色彩的歌曲，並以一眾合唱和聲跟愛黛兒歌唱。歌曲表達出愛黛兒離婚後的感受，並告訴自己要對未來懷有希望。To Be Loved是一首鋼琴抒情曲，而愛黛兒則被認為於歌曲中交出生涯至今最好的聲樂表現。愛黛兒透過歌詞向未來長大成人的兒子對話，解釋自己離婚的原因以及如何讓自己再次快樂。專輯的結尾曲Love Is a Game是一首具有電影感的歌曲，歌曲受到爵士乐的影響，歌詞講述再次尋找愛情以及找出通向愛情的道路。

## 發行
2020年10月18日，愛黛兒確認將會擔任《週六夜現場》於10月24播映的集數主持，使歌迷認為她將會在近期推出新音樂作品。然而愛黛兒於當日的節目上確認她的第四張錄音室專輯尚未完成。她其後在Instagram的貼文上暗示將會於2021年回歸樂壇。諧星兼愛黛兒的好友阿蘭·卡爾在接受英國版《紅秀》訪問時同樣暗示愛黛兒新專輯將於2021年推出，並以「令人驚艷」形容自己於專輯聽到的作品。
2021年9月28日，全球多個電台均在Twitter發文表示愛黛兒的新曲可能即將早在同週發行。幾天後，曾獨家披露《25》發行日期的《Hits Daily Double》多次表示愛黛兒的第四張錄音室專輯訂於11月19日發行。有別於《25》的發行形式，愛黛兒確認《30》將會在發行當天同時上架串流媒體，並同時以實體唱片等傳統形式發行。《30》亦有別於過往唱片，不再由XL唱片負責發行，而是由以往僅負責北美地區的哥伦比亚唱片全面發行。2021年10月13日，愛黛兒正式確認專輯的名稱為《30》，以及訂於2021年11月19日發行。
11月4日，距离专辑发行还有两周，《前音后果》称《30》一定程序上造成黑胶唱片生产出现重大延误。11月3日，《综艺》指阿黛尔提前半年上交专辑，确保黑胶版於11月19日準時出货。《30》的50万多张黑胶唱片发行前的几个月内生产完毕。索尼音乐娱乐的海外压制工厂搁置其他唱片的生产，追赶2019冠状病毒病疫情造成的延误进度，确保阿黛尔的唱片在圣诞假到来前不会缺货。此举损害到其他艺人的专辑，紅髮艾德透露全球的黑胶唱片工厂只有三家，阿黛尔基本定下了这三家工厂，其他歌手只能见缝插针，称自己与酷玩乐团、阿黛尔、泰勒·斯威夫特、ABBA和艾爾頓·強都在争取同期制作自己的黑胶唱片。

## 營銷與宣傳
从2021年10月1日开始，数字30开始出现在世界各地的广告牌及灯光展中，包括白金汉宫、埃菲尔铁塔、帝国大厦、罗马斗兽场及卢浮宫等热门景点，引起外界猜测阿黛尔将带着个人第四张专辑《30》回归。10月4日，阿黛尔把各个社交媒体帐号的头像换成海军蓝图片，更新个人网站，换上与之匹配的全新标志。翌日，阿黛尔宣布主打單曲Easy on Me将於2021年10月15日发行，2021年10月，阿黛尔成为同时亮相《時尚》美国版及英国版封面的第一人，照片及采访内容则各不相同。10月13日，阿黛尔在社交媒体确认新专辑名为《30》，发行日期为2021年11月19日。专辑歌单於2021年11月1日公开。目标百货特供豪华版额外收录两首歌及美国创作歌手克里斯·特普爾頓参与的Easy on Me的二重唱版。

### 演唱會
在美國，愛黛兒宣布於2021年11月14日在CBS電視台播映音樂會電視特輯《愛黛兒：只此一夜》。節目包括愛黛兒與主持人奧花·雲費的獨家採訪，以及她的熱門歌曲跟新專輯歌曲的現場表演。節目播映出獲得超過1,170萬觀眾收看。
在英國，名為《與愛黛兒面對面》（An Audience with Adele）的音樂特輯於11月21日在獨立電視台播映，並於點播平台ITV Hub上發布。節目於倫敦守護神劇院錄製，觀眾包括愛黛兒的歌迷、偶像、同行音樂人、藝人、演員、運動員等。
名為《與愛黛兒共度週末》（Weekends with Adele）的拉斯維加斯駐唱演唱會預定於2022年11月21日至4月16日在凱撒皇宮大酒店圓形劇場舉行共24場演出。演出的看台門票由85元美金至600元不等，而座位門票則由860元美金至5,000元不等。首場演出前一天的11月20日，愛黛兒整個駐唱演唱會將會延期演出：「我很抱歉，但我的演出還沒準備好，我團隊裡一半的工作人員都確診2019冠状病毒病，他們還沒痊癒，而這樣的情況要完成演出是不可能的。」她亦表示「運送延誤」也是演出延期部其中一個原因，並向歌迷致歉，當中不少歌迷支持她的決定，但也有部分人批評她於「最後一刻」才公布決定，使觀眾蒙受「機票與酒店」的金錢損失。
愛黛兒與於2022年7月1日跟2日在倫敦海德公園舉行連續兩場英國夏令時演唱會。門票於2021年10月26日早上八時在愛黛兒的官方網站開放預購。該輪門票於10月28日正式開放購買，而美國運通會員則在翌日開放購買。門票其後在10月30日早上十時開始公開發行。門票的定價從最低的90英鎊到最貴的579.95英鎊，被外界批評「敲詐勒索」。然而兩場海德公园的演出門票於2021年10月28日開放購買後的一小時內便被搶購一空。

### 單曲
專輯的主打單曲Easy on Me於2021年10月15日發行。歌曲的音樂錄影帶由加拿大電影導演札維耶·多藍拍攝，並於魁北克省西南部城市薩頓取景。錄影帶被認為是2015年的《25》主打單曲Hello的音樂錄影帶續集。歌曲發行後接連打破多個主流紀錄，包括Spotify的單日與單週最高串流播放量。歌曲發行後登上全球26個國家的單曲排行榜冠軍，當中包括英國單曲排行榜跟美國《告示牌》百強單曲榜。收錄在《30》的目標百貨限定版以及日本版的克里斯·特普爾頓二重唱版其後在2021年11月19日送往美國鄉村音樂電台派台。
團隊原本決定專輯的第二支單曲為I Drink Wine，但其後改為在2021年11月29日將Oh My God作為單曲發行。歌曲空降英國單曲排行榜第2位，而當週冠軍則為愛黛兒自己的Easy on Me，歌曲亦空降美國《告示牌》百強單曲榜第5位。歌曲的音樂錄影帶由山姆·布朗負責拍攝，並於2022年1月12日在愛黛兒的官方YouTube頻道發布。
I Drink Wine、Can I Get It跟All Night Parking (with Erroll Garner)均在2021年11月24日送往美國當代流行電台派台，作為宣傳單曲發行。

## 專業評價
| 綜合得分                 | 綜合得分 |
| 來源                     | 評分     |
| ------------------------ | -------- |
|                          | 7.9/10   |
|                          | 89/100   |
| 評論得分                 |          |
| 來源                     | 評分     |
| AllMusic                 | [ 86 ]   |
| 《每日电讯报》           | [ 87 ]   |
| 《DIY杂志》              | [ 88 ]   |
| 《娱乐周刊》             | A–       |
| 《衛報》                 | [ 90 ]   |
| 《獨立報》               | [ 91 ]   |
| 《The Line of Best Fit》 | 8/10     |
| 《新音乐快递》           | [ 93 ]   |
| 《滚石》                 | [ 94 ]   |
| 《泰晤士报》             | [ 95 ]   |

《30》獲得樂評家的廣泛正面評價，並獲其中多個樂評家讚賞為愛黛兒至今最出色的作品。Metacritic根据23条媒体评论打出加权平均分88/100，表示“普遍好评”，是阿黛尔专辑在该网站的最高分数。
《滚石》音乐记者罗伯·谢尔菲德称《30》是阿黛尔“迄今为止最坚韧、最有力的专辑”，人声表现是她职业生涯最好的，赞扬制作人员献出了“灵巧”的作品。《每日电讯报》的尼尔·麦考密克赞扬《30》是阿黛尔最厉害的专辑，歌曲“力量强大”，情感“强烈”，表演“大胆”。《DIT杂志》的艾玛·斯旺（Emma Swann）形容专辑“原始、不讲究”，给充满电影感的音乐配上关于“痛苦、自我鞭打、希望与接受”的歌词。
《标准晚报》的大卫·史密斯（David Smyth）认为《30》是一次“壓倒性的回归”，既有快节奏的歌曲，也有沉重的民谣。《洛杉矶时报》迈克尔·伍德（Mikael Wood）认为专辑借阿黛尔的个人经历检视“爱情的前因后果”，凸显她的歌声“华丽、激昂但故作惊悚”。《独立报》评论人安娜贝尔·纽金特（Annabel Nugent）认为专辑对主题的探讨坦率、未经过滤、“不和解”，还包含一些正向的情歌，不像她之前的那样，悲伤主题“泛滥得有点让人厌烦”。《i》专栏作家凯特·索罗门（Kate Solomon）认为《30》“令人肃然起敬之余又有几分凌乱，完美之中透露些许痛苦”，出自“情绪动荡的女人之手，从烈酒肆虐的夜晚走到感人的安静时刻”。
《The Line of Best Fit》评论人大卫·科博德（David Cobbald）赞扬《30》展现戏剧般的精髓，在制作过程中用电子乐器和合成器，但對Oh My God和Can I Get It等歌曲抱有疑問。《新音乐快递》的艾尔·亨（El Hunt）和《衛報》的亚历克西斯·彼得里迪斯给出褒貶不一的评价。亨称《30》是阿黛尔迄今为止最具的创意的专辑，但歌曲一直处在“安全地带”，同时赞赏阿黛尔在新专辑试验新的声音，但觉得Hold On、I Drink Wine和Can I Get It的曲調刺耳。彼得里迪斯认为专辑的音乐和歌词比之前单调，“考虑到它们的销售数据，你简直不能责怪阿黛尔拒绝改进显然没有破坏的公式。但她这次改了，成了《30》的亮点。”乐评人汤姆·赫尔的评价较为苛刻，认为作品有夸大的成分，仅给出“B-”的评价。

### 年終列表
| 出版物         | 列表                          | 排名 | 來源    |
| -------------- | ----------------------------- | ---- | ------- |
| 英国广播公司   | 2021年21佳專輯                | 10   | [ 103 ] |
| 《告示牌》     | 2021年50佳專輯：編輯列表      | 4    | [ 104 ] |
| 《前音後果》   | 2021年50佳專輯                | 20   | [ 105 ] |
| 《娱乐周刊》   | 2021年10佳專輯                | 5    | [ 106 ] |
| 《洛杉磯時報》 | 2021年10佳專輯                | 7    | [ 107 ] |
| 《纽约时报》   | 林賽·佐拉茲的2021年最佳專輯   | 1    | [ 108 ] |
| NPR音樂        | 2021年50佳專輯                | 14   | [ 109 ] |
| Pitchfork      | 2021年50佳專輯                | 32   | [ 110 ] |
| 《滾石》       | 2021年50佳專輯                | 2    | [ 111 ] |
| 《綜藝》       | 克里斯·威爾曼的2021年10佳專輯 | 5    | [ 112 ] |

## 榮譽
| 年份   | 頒獎禮            | 類別                   | 結果 | 來源    |
| ------ | ----------------- | ---------------------- | ---- | ------- |
| 2022年 | 全英音樂獎        | 年度最佳英國專輯       | 獲獎 | [ 113 ] |
| 2022年 | iHeartRadio音樂獎 | 最佳回歸專輯           | 獲獎 | [ 114 ] |
| 2022年 | iHeartRadio音樂獎 | 年度流行專輯           | 獲獎 | [ 114 ] |
| 2022年 | 兒童選擇獎        | 最喜愛專輯             | 提名 | [ 115 ] |
| 2022年 | 朱諾獎            | 年度國際專輯           | 提名 | [ 116 ] |
| 2022年 | 《告示牌》音樂獎  | 最佳告示牌二百大榜專輯 | 提名 | [ 117 ] |
| 2023年 | 葛萊美獎          | 年度專輯               | 提名 |         |
| 2023年 | 葛萊美獎          | 年度製作               | 提名 |         |
| 2023年 | 葛萊美獎          | 年度歌曲               | 提名 |         |
| 2023年 | 葛萊美獎          | 最佳流行歌手           | 獲獎 |         |
| 2023年 | 葛萊美獎          | 最佳流行演唱專輯       | 提名 |         |
| 2023年 | 葛萊美獎          | 年度非古典詞曲人       | 獲獎 |         |

## 商業成績
2021年10月29日，距离正式发售还有三个礼拜，《30》成为Apple Music最多用户提前添加的专辑，打破比莉·艾利什2021年专辑《怪樂的不得了》的纪录，以破历史的极速创下单日提前添加次数新高。國際唱片業協會亦公布愛黛兒為2021年全球銷量第二高的女歌手，僅次於泰勒·斯威夫特。《30》也是2021年全球最暢銷專輯，登上全球專輯全形式榜冠軍、全球專輯銷量榜冠軍，以及新設的全球黑膠專輯榜冠軍。專輯全年的實際出貨量超過500萬張。

### 歐洲地區
2021年11月22日，官方榜单公司表示《30》发行首周前三天在英国售出16.7万张，比榜单前40名加起来的销量要多。发售第五天，专辑成为2021年英国首周销量最高专辑，凭借21.9万张榜单销量，超过同月早些时候首周创20.4万张榜单销量的ABBA《启航》，创下阿黛尔《25》以来的首周最高销量。專輯發行首週以約261,000張銷量空降英國專輯排行榜冠軍，成為自紅髮艾德2017年的《÷》後於當地最高首週銷量的專輯。愛黛兒於當週亦以Easy on Me跟Oh My God同時佔據英國單曲排行榜前兩位，而I Drink Wine則空降第4位。《30》發行後連續五週高據英國專輯榜冠軍，跟奧莉維亞·羅德里戈的《SOUR》一樣成為2021年英國最長冠軍週數的專輯。《30》其後以超過60萬張專輯等價單位登上英國專輯年榜冠軍，當中包括50.2萬張實際銷量（44.8萬張實體唱片加5.3萬張數位唱片）。
《30》於發行首週空降德国专辑榜冠軍，而Easy on Me亦是該週德国百強单曲榜的冠军歌曲，阿黛尔因而成为首位三度占据单曲榜和专辑榜榜首的女歌手。在爱尔兰，专辑空降专辑榜冠军，而销量則比當週前十位的其他專輯總和更高。《30》於法國以45,487張首週銷量空降專輯榜第2位，僅次於歐爾森的《Civilisation》。專輯其後在發行第五週登上榜單冠軍，並在兩個月內獲法國唱片出版業公會認證為雙白金唱片。《30》於發行首週空降紐西蘭專輯榜冠軍，其後亦成為當地年度銷量冠軍。這成為愛黛兒第六次登上該榜年度冠軍，並使她成為首位獲得此成就的歌手。《30》亦在奥地利、比利时、丹麦、芬兰、冰岛、立陶宛、荷兰、挪威、苏格兰、西班牙、瑞典和瑞士夺冠。

### 美國地區
《30》在美國成為當地2021年最暢銷專輯，在发行第三天，便以50萬張實際销量超过同期泰勒·斯威夫特《永恒故事》（2020年）的46.2萬張。专辑亦單憑前三天的57.5萬張单位超越斯威夫特《紅（重製版）》，成為全年最高單週實際銷量的專輯。《30》於翌日以66萬張单位（包括56萬張實際銷量）超越德雷克的《Certified Lover Boy》，成為全年最高首週成績最好的專輯。
专辑凭借83.9万張单位（包括69.2万張實際銷量）空降《告示牌》二百強專輯榜冠軍。專輯的串流媒体播放量達1.85亿次，是女歌手作品空降串流媒体第四高的纪录。而69.2万張单位的首週成績是《红（重製版）》的两倍。专辑的實際销量比过去11个月所有专辑首周實際销量加起来还要多，並创下自斯威夫特2017年《舉世盛名》（120萬張實際銷量）以来的最高单周销量。《30》也超越了當週銷量前50高的专辑销量总和，並比當週銷量前10高的其他專輯銷量三倍總和高。《30》全12歌曲均隨著專輯發行以打進《告示牌》百強單曲榜，其中6首歌曲則打進前40位。而她的上榜歌曲总数从14首增加到25首，並與比利·艾利什一同成为2021年上榜歌曲数量排第三的女歌手，仅次于上榜40首的斯威夫特和18首的桑默·沃克。
专辑在發行次週获得28.8万張单位，當中包括22.5萬張實際銷量以及8133萬次串流媒体播放量，创下年度最佳次周成績，也是自德雷克2018年《天蝎座》的335,000張单位的最佳次週成績。在發行第三週完結前，专辑在美国实際销量超过100万张，成为斯威夫特2020年的《民间故事》以来首张突破百万门槛的专辑。專輯的第三週仍然高據榜單冠軍，並以19.3萬張单位創下自《天蝎座》的最佳第三週成績。《30》其後亦成為自摩根·沃伦於同年早期的《Dangerous：The Double Album》後，於發行前四週皆獲得榜單冠軍的專輯。專輯於當週售出約4.1萬張黑膠唱片，成為全年黑膠唱片累計銷量最高的專輯。專輯於發行第五週獲得21.2萬張单位，成為自《25》以來第五週實際銷量最高的專輯，並成為2020年代首張於三週獲得超過20萬張单位的專輯，而愛黛兒亦憑此總共獲得39週專輯榜冠軍，與艾爾頓·強成為獲得該榜最多冠軍週數的英國歌手。專輯其後於發行第七週以5.7萬張单位下降至第2位。《30》其後獲美國唱片業協會認證為三白金唱片，代表出貨量已達到300萬張单位。
《30》以146.4萬張年度實際銷量成為全年銷量最高的專輯，也是全年唯一實際銷量突破百萬張的專輯。當中121.9萬張為實體唱片，而24.5萬張為數位唱片。這讓愛黛兒第五次獲得全年銷量最高的專輯，與斯威夫特一同保持此紀錄。《30》也是2021年专辑等价单位第四高專輯，也是女性歌手第二好的成績，總共獲得193.6萬張单位。愛黛兒也以售出162萬張實際銷量成為全年實際銷量第二高的歌手，僅次於斯威夫特的236萬張。《告示牌》指《30》的銷量刺激2021年的實際銷量上升，特別是CD的銷量，而《30》也是年度最暢銷的數位專輯、CD專輯以及黑膠唱片。愛黛兒成為2021年數位銷量第二高以及CD銷量第二高的歌手，分別僅次於防彈少年團以及斯威夫特。

### 其他市場
《30》於發行首週以7萬張单位空降《告示牌》加拿大专辑榜冠军，成为阿黛尔第三张空降该榜冠军的专辑。《30》其後登上了年度所有形式的專輯銷量冠軍—數位、CD跟黑膠唱片。專輯亦在榜單上獲得非連續的六週冠軍。专辑也在澳洲空降登榜，超越自2017年《÷》四年以来任何专辑的首周销量，其中9首收錄曲於當週打進澳洲單曲榜。專輯亦在當地獲得連續七週冠軍。專輯亦在發行當週空降紐西蘭專輯榜冠軍，並在當週以超過7,500張銷量達到金唱片認證水平。專輯亦在當地獲得連續七週冠軍。《30》在日本發行當週空降Oricon公信榜第5位，以及日本《告示牌》專輯榜第4位，而專輯在南韓則空降加翁專輯榜68位。

## 影響
媒體與歌迷均稱《30》為2021年「秋季悲傷女孩」的音樂潮流其中一部分，指的是女性歌手於秋季期間推出的憂鬱和自省音樂作品，而其他作品則包括泰勒·斯威夫特的《紅（重製版）》以及蜜絲琪的The Only Heartbreaker。《時代雜誌》讚賞愛黛兒「公然無視潮流而仍然穩佔席位」，指她是「將生活轉化為藝術的大師」，而且「時而讓人無法觸及，時而使人產生共鳴」，以及「以簡單眨眼回應熱門新聞，從而衍生更多熱門新聞」。《Mic》稱作品為「千禧世代的專輯」，認為他們「跟她一樣承受著時間的情感傷痕」。《The Ringer》將愛黛兒跟其他流行歌星作比較，指「愛黛兒跟她的同行不一樣，沒有必要一直保持大敘事以維持對她職業生涯的普遍興趣。她只是純粹…歌唱」。Spotify因應愛黛兒要求而移除高級用戶的「隨機播放」鍵，而愛黛兒則對此表示「我們的作品是要述說一個故事，而這些故事應該以我們想要的方式被聽到」。《ABC新聞》指她的要求「為她在音樂業界的力量的例子」。《30》的發行被認為是2021年最偉大的流行文化時刻之一。

## 曲目列表
| 标准版   | 标准版                             | 标准版                                | 标准版                                   | 标准版 |
| 曲序     | 曲目                               | 词曲                                  | 製作人                                   | 时长   |
| -------- | ---------------------------------- | ------------------------------------- | ---------------------------------------- | ------ |
| 1.       | Strangers by Nature                | 阿黛尔·阿金斯 魯德溫·葛瑞森           | 葛瑞森                                   | 3:02   |
| 2.       | Easy on Me                         | 阿金斯 格萊格·科爾斯汀                | 科爾斯汀                                 | 3:44   |
| 3.       | My Little Love                     | 阿金斯 科爾斯汀                       | 科爾斯汀                                 | 6:29   |
| 4.       | Cry Your Heart Out                 | 阿金斯 科爾斯汀                       | 科爾斯汀                                 | 4:15   |
| 5.       | Oh My God                          | 阿金斯 科爾斯汀                       | 科爾斯汀                                 | 3:45   |
| 6.       | Can I Get It                       | 阿金斯 马克斯·马丁 歇爾貝克           | 马丁 歇爾貝克                            | 3:30   |
| 7.       | I Drink Wine                       | 阿金斯 科斯汀                         | 科斯汀                                   | 6:16   |
| 8.       | All Night Parking（与埃罗尔·加纳） | 阿金斯 加纳 [a]                       | 喬伊·佩科拉羅 （ 英语 ： Joey Pecoraro） [a] 科爾斯汀 | 2:41   |
| 9.       | Woman like Me                      | 阿金斯 迪恩·約西亞·寇弗 （ 英语 ： Inflo） | Inflo                                    | 5:00   |
| 10.      | Hold On                            | 阿金斯 寇弗                           | Inflo                                    | 6:06   |
| 11.      | To Be Loved                        | 阿金斯 小托比亚斯·杰索 （ 英语 ： Tobias Jesso Jr.）  | 小杰索 肖恩·埃弗里特 （ 英语 ： Shawn Everett）       | 6:43   |
| 12.      | Love Is a Game                     | 阿金斯 寇弗                           | Inflo                                    | 6:43   |
| 总时长： | 总时长：                           | 总时长：                              | 总时长：                                 | 58:15  |

| 目標百貨與日本限定版增值曲 | 目標百貨與日本限定版增值曲      | 目標百貨與日本限定版增值曲 | 目標百貨與日本限定版增值曲 | 目標百貨與日本限定版增值曲 |
| 曲序                       | 曲目                            | 词曲                       | 製作人                     | 时长                       |
| -------------------------- | ------------------------------- | -------------------------- | -------------------------- | -------------------------- |
| 13.                        | Wild Wild West                  | 阿金斯 葛瑞森              | 葛瑞森                     | 3:46                       |
| 14.                        | Can't Be Together               | 阿金斯 科爾斯汀            | 科爾斯汀                   | 4:18                       |
| 15.                        | Easy on Me（與克里斯·特普爾頓） | 阿金斯 科爾斯汀            | 科爾斯汀                   | 3:44                       |
| 总时长：                   | 总时长：                        | 总时长：                   | 总时长：                   | 70:02                      |

備註
- ^[a] All Night Parking以喬伊·佩科拉羅2017年的Finding Parking作為音樂基礎建構，並取樣自艾羅·嘉納1964年的No More Shadows

## 制作人员
音樂家
- 愛黛兒–主音（全部曲目）、背景人声（3）、鈴鼓（5）、掌声（6、12）
- 魯德溫·葛瑞森–贝斯、键盘、口风琴、键盘、合成器（1）
- 大卫·坎贝尔–弦乐（1、3、7、10、12–15）
- 塞蕾娜·葛兰森（Serena Göransson）–弦乐（1）
- 格萊格·科爾斯汀–贝斯、钢琴（2–5、7）、鼓机（2）、口风琴（3、4、7）、钢棒吉他（3）、掌声（4、5）、吉他（4）、风琴（4、5、7）、鼓、键盘、打击乐器（5、7）、合成器（7）
- 安杰洛·阿德金斯（Angelo Adkins）–語音紀錄（3）
- 克里斯·戴夫（英语：Chris Dave）–鼓（3–5、9）、打击乐器（3、9、12）、邦哥鼓、震荡音木（英语：vibraslap）（4）
- 马克斯·马丁–和音、键盘、钢琴、编程、口哨（6）
- 歇爾貝克–贝斯、掌声、鼓、吉他、键盘、打击乐器、编程（6）
- 乔伊·佩科拉罗（英语：Joey Pecoraro）–鼓、钢琴、喇叭、小提琴（8）
- 埃罗尔·加纳（英语：Erroll Garner）–钢琴（8）
- Inflo（英语：Inflo）–贝斯、吉他（9、10、12）、鼓、风琴、打击乐、钢琴（10、12）、掌声（12）
- 小托比亚斯·杰索（英语：Tobias Jesso Jr.）–钢琴（11）
- 克里斯·特普爾頓–主音（15）

技术人員
- –母带
- 马特·斯卡切尔（Matt Scatchell）–混音（1–5、7–12）
- 汤姆·艾姆赫斯特（英语：Tom Elmhirst）–混音（1–5、7–12）
- 塞尔班·热那亚（英语：Serban Ghenea）–混音（6）
- 约翰·汉斯（John Hanes）–混音（6）
- 莱利·麦金（Riley Mackin）–工程（1）
- 史蒂夫·丘奇德（英语：Steve Churchyard）–工程（1、3、7、10、12–15）
- 亚历克斯·帕斯科（Alex Pasco）–工程（2–5、7）
- 格萊格·科爾斯汀–工程（2–5、7、14、15）、人声工程（8）
- 朱利安·伯格（Julian Burg）–工程（2–5、7、14、15）、人声工程（8）
- 拉斯·马腾（Lasse Mårtén）–工程（6）
- 迈克尔·伊尔伯特（Michael Ilbert）–工程（6）
- 山姆·霍兰德（Sam Holland）–工程（6）
- Inflo–工程（9、10、12）
- 马特·戴森（Matt Dyson）–工程（9、12）
- 托德·蒙法尔科内（Todd Monfalcone）–工程（9）
- 汤姆·坎贝尔（Tom Campbell）–工程（10）
- 伊万·韦曼（Ivan Wayman）–工程（11）
- 肖恩·埃弗雷特（英语：Shawn Everett）–工程（11）
- 瑞安·莱特（Ryan Lytle）–工程（12）、工程助理（9）
- 布莱斯·博登（Bryce Bordone）–工程助理（5、6）
- 布赖恩·拉贾拉特南（Brian Rajaratnam）–工程助理（10）

## 銷售榜單
| 榜單（2021年）                            | 最高 位置 |
| ----------------------------------------- | --------- |
| 澳大利亞（ARIA專輯榜）                    | 1         |
| 奧地利（奧地利Ö3專輯榜）                  | 1         |
| 比利時法蘭德斯（Ultratop專輯榜）          | 1         |
| 比利時瓦隆（Ultratop專輯榜）              | 2         |
| 加拿大（《告示牌》Canadian Albums Chart） | 1         |
| 克罗地亚（HDU专辑榜）                     | 1         |
| 捷克（ČNS IFPI專輯榜）                    | 2         |
| 丹麥（Hitlisten專輯榜）                   | 1         |
| 荷蘭（Album Top 100專輯榜）               | 1         |
| 芬蘭（Suomen virallinen lista專輯榜）     | 1         |
| 法國（SNEP專輯榜）                        | 1         |
| 德國（Offizielle Top 100專輯榜）          | 1         |
| 希臘（IFPI專輯榜）                        | 1         |
| 匈牙利（MAHASZ專輯榜）                    | 4         |
| 冰岛（专辑新闻专辑榜）                    | 1         |
| 愛爾蘭（IRMA專輯榜）                      | 1         |
| 義大利（FIMI專輯榜）                      | 2         |
| 日本（Oricon專輯榜）                      | 5         |
| 日本（《日本公告牌》热门专辑榜）          | 4         |
| 立陶宛（AGATA专辑榜）                     | 1         |
| 紐西蘭（RMNZ專輯榜）                      | 1         |
| 挪威（VG-lista專輯榜）                    | 1         |
| 波蘭（ZPAV專輯榜）                        | 1         |
| 葡萄牙（AFP專輯榜）                       | 1         |
| 蘇格蘭（OCC專輯榜）                       | 1         |
| 斯洛伐克（ČNS IFPI專輯榜）                | 2         |
| 韓國（Gaon專輯榜）                        | 68        |
| 西班牙（PROMUSICAE專輯榜）                | 1         |
| 瑞典（Sverigetopplistan專輯榜）           | 1         |
| 瑞士（Schweizer Hitparade專輯榜）         | 1         |
| 英國（OCC專輯榜）                         | 1         |
| 美国（《告示牌》200）                     | 1         |

| 榜單（2021年）                    | 位置 |
| --------------------------------- | ---- |
| 澳大利亞（ARIA專輯榜）            | 2    |
| 奧地利（奧地利Ö3專輯榜）          | 4    |
| 比利時法蘭德斯（Ultratop專輯榜）  | 2    |
| 比利時瓦隆（Ultratop專輯榜）      | 6    |
| 丹麥（Hitlisten專輯榜）           | 47   |
| 荷蘭（Album Top 100專輯榜）       | 1    |
| 法國（SNEP專輯榜）                | 6    |
| 德國（Offizielle Top 100專輯榜）  | 7    |
| 匈牙利（MAHASZ專輯榜）            | 39   |
| 冰島（專輯新聞專輯榜）            | 24   |
| 愛爾蘭（OCC專輯榜）               | 3    |
| 義大利（FIMI專輯榜）              | 40   |
| 紐西蘭（RMNZ專輯榜）              | 2    |
| 挪威（VG-lista專輯榜）            | 23   |
| 波蘭（ZPAV專輯榜）                | 7    |
| 葡萄牙（AFP專輯榜）               | 3    |
| 西班牙（PROMUSICAE專輯榜）        | 15   |
| 瑞典（Sverigetopplistan專輯榜）   | 19   |
| 瑞士（Schweizer Hitparade專輯榜） | 2    |
| 英國（OCC專輯榜）                 | 1    |
| 全球（IFPI全球音樂報告專輯榜）    | 1    |

## 認證與銷量
| 地區                                   | 认证    | 认证单位/销量 |
| -------------------------------------- | ------- | ------------- |
| 澳大利亚（澳大利亚唱片业协会）         | 白金    | 70,000‡       |
| 奥地利（國際唱片業協會奧地利分會）     | 白金    | 15,000‡       |
| 加拿大                                 | —       | 114,000       |
| 智利（IFPI智利）                       | 金      | 3,500         |
| 丹麦（國際唱片業協會丹麥分會）         | 金      | 10,000‡       |
| 法国（法國唱片出版業公會）             | 2× 白金 | 203,144       |
| 意大利（意大利音乐产业联盟）           | 白金    | 50,000‡       |
| 新西兰（新西兰唱片音乐协会）           | 2× 白金 | 30,000‡       |
| 波兰（波蘭音像製造商協會）             | 2× 白金 | 40,000‡       |
| 葡萄牙（葡萄牙唱片業協會）             | 金      | 7,500^        |
| 西班牙（西班牙音樂製作協會）           | 金      | 20,000‡       |
| 瑞典（瑞典唱片業協會）                 | 金      | 15,000‡       |
| 瑞士（國際唱片業協會瑞士分会）         | 金      | 10,000‡       |
| 英国（英国唱片业协会）                 | 2× 白金 | 600,000‡      |
| 美国（美國唱片業協會）                 | 3× 白金 | 3,000,000‡    |
| 總計                                   |         |               |
| 全球（IFPI）                           | —       | 5,000,000     |
| ^僅含認證的出貨量 ‡僅含認證的+實際銷量 |         |               |

## 发行历史
| 地区 | 日期           | 规格                                       | 廠牌     | 参考    |
| ---- | -------------- | ------------------------------------------ | -------- | ------- |
| 多國 | 2021年11月19日 | 卡式录音带 CD 數位音樂下載 流媒体 黑膠唱片 | 哥倫比亞 | [ 235 ] |

## 資料來源
- 文字由30 （页面存档备份，存于）愛黛兒維基翻譯而成，而該網站採用創用CC姓名標示-相同方式分享3.0未在地化版本授權條款

1. ↑  Grein, Paul. . Billboard. 2022-02-08  [2022-02-12]. （原始内容存档于2022-02-12）.
2. ↑  Hiatt, Brian. . Rolling Stone. 2015-11-30  [2021-12-25]. （原始内容存档于2017-11-22）.
3. ↑  McGregor, Nesta. . BBC Newsbeat. 2014-09-26  [2021-12-25]. （原始内容存档于2014-10-11）.
4. ↑  Kit, Zorianna. . Studio System News. 2013-11-27  [2021-12-25]. （原始内容存档于2013-11-30）.
5. ↑  . Billboard. 2014-01-27  [2021-12-25]. （原始内容存档于2021-12-25）.
6. ↑  Goodman, Jessica. . Entertainment Weekly. 2016-03-30  [2021-12-25]. （原始内容存档于2021-12-25）.
7. ↑  Braidwood, Ella. . NME. 2018-06-25  [2018-12-01]. （原始内容存档于2018-11-30）.
8. ↑  . UltimateGuitar.com. 2020-12-15  [2021-12-25]. （原始内容存档于2021-12-06）.
9. ↑  Lavin, Will. . NME. 2021-07-05  [2021-12-25]. （原始内容存档于2021-12-05）.
10. 1 2 3 4 5 6 7 8 9 10  Aguirre, Abby. . Vogue. 2021-10-07  [2021-10-08]. （原始内容存档于2021-10-07）.
11. ↑  Percival, Ash. . HuffPost UK. 2021-10-07  [2021-12-01]. （原始内容存档于2021-11-23）.
12. ↑  O'Connor, Roisin. . The Independent. 2021-11-19  [2021-12-25]. （原始内容存档于2021-11-19）.
13. ↑  Brandle, Lars. . Billboard. 2015-10-23  [2021-12-25]. （原始内容存档于2021-12-05）.
14. ↑  .   [2022-06-15]. （原始内容存档于2016-02-07）.
15. ↑  Neale, Matthew. . NME. 2020-02-16  [2020-02-17]. （原始内容存档于2020-02-16）.
16. ↑  Avila, Pamela. . E! News. 2020-06-28  [2020-06-29]. （原始内容存档于2020-06-28）.
17. 1 2  Skinner, Tom. . NME. 2021-11-17  [2021-11-22]. （原始内容存档于2021-11-20）.
18. 1 2 3  Rowley, Glenn. . Consequence. 2021-11-04  [2021-11-10]. （原始内容存档于2021-11-12）.
19. 1 2  Paine, Andre. . MusicWeek. 2021-10-15  [2021-11-20]. （原始内容存档于2021-11-22）.
20. 1 2  . The Face. 2021-11-18  [2021-12-25]. （原始内容存档于2021-12-24）.
21. ↑  Spanos, Brittany. . Rolling Stone. 2021-11-19  [2021-12-30]. （原始内容存档于2021-12-28）.
22. 1 2  Singrana, Joe. . Audacy. 2021-11-19  [2021-11-22]. （原始内容存档于2022-01-13）.
23. ↑  Krol, Charlotte. . NME. 2021-10-08  [2021-10-08]. （原始内容存档于2021-10-08）.
24. 1 2  . 2021-11-19  [2021-11-16]. （原始内容存档于2021-10-16）.
25. 1 2  Brodsky, Rachel. . Stereogum. 2021-11-16  [2021-11-19]. （原始内容存档于2021-11-19）.
26. ↑  Mapes, Jillian. . Pitchfork. 2021-11-22  [2021-12-22]. （原始内容存档于2021-11-24）.
27. ↑  Tucker, Ken. . NPR. 2021-12-09  [2021-12-09]. （原始内容存档于2021-12-09）.
28. ↑  Kaplan, Ilana. . Rolling Stone. 2021-12-09  [2022-06-11]. （原始内容存档于2022-01-13）.
29. ↑  Sheffield, Rob. . Rolling Stone. 2021-11-16  [2021-11-19]. （原始内容存档于2021-11-17）.
30. 1 2  .   [2022-06-15]. （原始内容存档于2021-12-05）.
31. ↑  . Hindustan Times. 2021-10-08  [2021-10-08]. （原始内容存档于2021-12-05）.
32. ↑  . SongFacts.   [2022-06-15]. （原始内容存档于2022-01-05）.
33. ↑  . SongFacts.   [2022-06-15]. （原始内容存档于2022-01-05）.
34. ↑  Sanchez, Chelsey. . Harper's Bazaar. 2021-11-19  [2022-01-05]. （原始内容存档于2022-01-05）.
35. ↑  Erickson, Agnes. . The List. 2021-11-19  [2021-11-19]. （原始内容存档于2022-01-05）.
36. ↑  有關Oh My God的風格的資料來源：
  - Lipshutz, Jason. . Billboard. 2021-11-19  [2022-06-11]. （原始内容存档于2022-04-28）.
  - Siroky, Mary; Rowley, Glenn. . Consequence. 2021-11-19  [2022-06-11]. （原始内容存档于2022-04-26）.
  - Kaplan, Ilana. . Rolling Stone. 2021-12-09  [2022-06-11]. （原始内容存档于2022-01-13）.
  - Levens, Orla. . Tastemakers Magazine. 2021-12-04  [2022-06-11]. （原始内容存档于2022-04-26）.
37. ↑  Siroky, Mary; Rowley, Glenn. . Consequence. 2021-11-19  [2021-11-22]. （原始内容存档于2022-04-26）.
38. ↑  Ramsden, Sam. . Bustle. 2021-11-18  [2021-11-18]. （原始内容存档于2021-11-19）.
39. ↑  Andaloro, Angela. . The List. 2021-11-19  [2021-11-19]. （原始内容存档于2021-11-20）.
40. ↑  Degrushe, Allison. . Distractify. 2021-11-19  [2021-11-19]. （原始内容存档于2021-11-21）.
41. ↑  Gonzales, Erica. . Elle. 2021-11-15  [2021-11-15]. （原始内容存档于2021-11-15）.
42. ↑  Wang, Steffanee. . Nylon. 2021-11-23  [2021-11-23]. （原始内容存档于2021-11-24）.
43. ↑  Abuhadra, Nora. . The List. 2021-11-19  [2021-11-19]. （原始内容存档于2022-01-03）.
44. ↑  Coscarelli, Joe. . 2021-10-13  [2021-11-17]. （原始内容存档于2021-12-30）.
45. ↑  Guy, Jack. . CNN International. 2020-10-19  [2022-02-26]. （原始内容存档于2020-11-23）.
46. ↑  Clémence, Michallon. . The Independent. 2020-10-25  [2022-02-26]. （原始内容存档于2021-12-30）.
47. ↑  Damian, Jones. . NME. 2020-10-28  [2022-02-26]. （原始内容存档于2021-01-25）.
48. ↑  Aswad, Jem. . Variety. 2021-01-14  [2021-12-08]. （原始内容存档于2021-10-08）.
49. ↑  . Hits Daily Double.   [2021-12-08]. （原始内容存档于2021-12-05）.
50. ↑  . Hits Daily Double.   [2021-12-08]. （原始内容存档于2022-03-15）.
51. 1 2  . Music Week.   [2021-12-08]. （原始内容存档于2021-10-13）.
52. ↑  Lavin, Will. . NME. 2021-10-13  [2022-02-26]. （原始内容存档于2021-10-16）.
53. ↑  Willman, Chris. . Variety. 2021-11-03  [2021-11-11]. （原始内容存档于2021-11-16）.
54. ↑  Blistein, Jon. . Rolling Stone. 2021-10-01  [2021-10-08]. （原始内容存档于2021-10-07）.
55. ↑  Reed, Anika. . USA Today. 2021-10-05  [2021-10-13]. （原始内容存档于2021-10-13）.
56. 1 2  Nardino, Meredith. . US Magazine. 2021-10-05  [2021-10-05]. （原始内容存档于2021-10-05）.
57. ↑  Hattersley, Giles. . British Vogue. 2021-10-07  [2021-10-08]. （原始内容存档于2021-10-08）.
58. ↑  Snapes, Laura. . The Guardian. 2021-10-08  [2021-10-08]. （原始内容存档于2021-10-08）.
59. ↑  . Target.   [2021-11-02]. （原始内容存档于2021-11-08）.
60. ↑  Earl, William. . Variety. 2021-11-01  [2021-11-02]. （原始内容存档于2021-11-11）.
61. ↑  .   [2022-06-15]. （原始内容存档于2021-12-05）.
62. ↑  Aswad, Jem. . Variety. 2021-10-18  [2021-12-08]. （原始内容存档于2021-12-03）.
63. ↑  Rosario, Alexandra Del. . Deadline. 2021-11-19  [2021-11-21]. （原始内容存档于2021-11-18）.
64. ↑  . Billboard. 2021-11-03  [2021-11-03]. （原始内容存档于2021-11-11）.
65. ↑  R. Kennedy, John. . iHeart Radio.   [2022-01-25]. （原始内容存档于2022-01-24）.
66. ↑  . BBC News. 2022-01-21  [2022-01-25]. （原始内容存档于2022-01-31）.
67. ↑  Sachdeva, Maanya; O'Connor, Roisin. . The Independent. 2020-10-28  [2022-02-24]. （原始内容存档于2021-10-28）.
68. ↑  Waddell, Lily. . Evening Standard. 2021-10-29  [2021-10-29]. （原始内容存档于2021-11-11）.
69. ↑  Gregory, Ruby. . MyLondon. 2021-10-27  [2021-10-29]. （原始内容存档于2021-10-31）.
70. ↑  Andrews, Farah. . The National. 2021-10-28  [2022-02-24]. （原始内容存档于2021-11-02）.
71. ↑  Beecham, Amy. . Stylist. 2021-10-28  [2022-02-24]. （原始内容存档于2021-12-17）.
72. ↑  Blais-Poulin, Charles-Éric. . La Presse. 2021-10-05  [2021-10-06]. （原始内容存档于2021-10-06）.
73. ↑  Maura Lorre, Rose. . 2021-10-18  [2021-10-18]. （原始内容存档于2021-10-18）.
74. ↑  Stassen, Murray. . 2021-10-25  [2021-10-25]. （原始内容存档于2021-10-26）.
75. ↑  Trust, Gary. . Billboard. 2021-10-25  [2021-10-25]. （原始内容存档于2021-10-26）.
76. ↑  Ainsley, Helen. . OfficialCharts.com. 2021-10-22  [2021-10-22]. （原始内容存档于2021-11-04）.
77. ↑  . Target.   [2021-12-06]. （原始内容存档于2021-11-08）.
78. ↑  Nicholson, Jessica. . Billboard. 2021-11-17  [2021-12-06]. （原始内容存档于2021-11-19）.
79. ↑  . OfficialCharts.com.   [2021-11-16]. （原始内容存档于2021-11-11）.
80. 1 2  Griffiths, George. . OfficialCharts.com. 2021-11-26  [2021-11-26]. （原始内容存档于2022-01-19）.
81. ↑  Trust, Gary. . Billboard. 2021-11-29  [2021-11-29]. （原始内容存档于2021-12-03）.
82. ↑  Long, Stephanie Topacio; Viswanath, Jake. . Bustle. 2022-01-12  [2022-01-17]. （原始内容存档于2022-01-18）.
83. ↑  . All Access Music Group.   [2022-03-16]. （原始内容存档于2009-10-09）. Type Adele in the Search field.
84. ↑  . AnyDecentMusic?.   [2021-11-18]. （原始内容存档于2021-11-17）.
85. 1 2  . Metacritic.   [2021-11-17]. （原始内容存档于2021-11-19）.
86. ↑  Yeung, Neil Z. . AllMusic.   [2021-11-19]. （原始内容存档于2021-11-19）.
87. 1 2  McCormick, Neil. . The Telegraph. 2021-11-17  [2021-11-17]. （原始内容存档于2021-11-19）.
88. 1 2  Swann, Emma. . DIY.   [2021-11-17]. （原始内容存档于2021-11-20）.
89. ↑  Johnston, Maura. . Entertainment Weekly. 2021-11-19  [2021-11-20]. （原始内容存档于2021-11-24）.
90. 1 2  Petridis, Alexis. . The Guardian. 2021-11-17  [2021-11-17]. （原始内容存档于2021-11-19）.
91. 1 2  Nugent, Annabel. . The Independent. 2021-11-17  [2021-11-17]. （原始内容存档于2021-11-19）.
92. 1 2  Cobbald, David. . The Line of Best Fit. 2021-11-17  [2021-11-17]. （原始内容存档于2021-11-18）.
93. 1 2  Hunt, El. . NME. 2021-11-17  [2021-11-17]. （原始内容存档于2021-11-19）.
94. 1 2  Sheffield, Rob; Sheffield, Rob. . Rolling Stone. 2021-11-17  [2021-11-17]. （原始内容存档于2021-11-17）.
95. ↑  Hodgkinson, Will. . The Times. 2021-11-17  [2021-11-17]. （原始内容存档于2021-11-19）.
96. ↑  Chilton, Louis. . The Independent. 2021-11-19  [2022-06-12]. （原始内容存档于2021-12-03）.
97. ↑  Respers, Lisa. . CNN International. 2021-11-18  [2022-06-12]. （原始内容存档于2022-04-18）.
98. ↑  . Metacritic.   [2021-11-20]. （原始内容存档于2021-11-20）.
99. ↑  Smyth, David. . Evening Standard. 2021-11-17  [2021-11-17]. （原始内容存档于2021-11-18）.
100. ↑  Wood, Mikael. . Los Angeles Times. 2021-11-17  [2021-11-17]. （原始内容存档于2021-11-17）.
101. ↑  Solomon, Kate. . i. 2021-11-17  [2021-11-17]. （原始内容存档于2021-11-17）.
102. ↑  Hull, Tom. . Tom Hull – on the Web. 2021-12-06  [2021-12-09]. （原始内容存档于2021-12-07）.
103. ↑  Savage, Mark. . BBC News. 2021-12-23  [2021-12-23]. （原始内容存档于2021-12-23）.
104. ↑  Atkinson, Katie. . Billboard. 2021-12-06  [2021-12-06]. （原始内容存档于2022-01-03）.
105. ↑  . Consequence. 2021-12-07  [2021-12-07]. （原始内容存档于2021-12-07）.
106. ↑  Greenblatt, Leah. . Entertainment Weekly. 2021-12-08  [2021-12-09]. （原始内容存档于2021-12-09）.
107. ↑  Wood, Mikael. . Los Angeles Times. 2021-12-15  [2021-12-17]. （原始内容存档于2021-12-17）.
108. ↑  Zoladz, Lindsay. . The New York Times. 2021-12-02  [2021-12-11]. （原始内容存档于2021-12-28）.
109. ↑  . NPR (US). December 2021  [2021-12-01]. （原始内容存档于2022-01-08）.
110. ↑  Phillips, Amy. . Pitchfork. 2021-12-07  [2021-12-07]. （原始内容存档于2021-12-07）.
111. ↑  . Rolling Stone (US). 2021-12-03  [2021-12-03]. （原始内容存档于2021-12-03）.
112. ↑  Willman, Chris. . Variety. 2021-12-09  [2021-12-09]. （原始内容存档于2021-12-10）.
113. ↑  . BBC. 2022-02-09  [2022-02-10]. （原始内容存档于2021-12-18）.
114. ↑  DeSantis, Rachel. . People. 2022-03-22  [2022-03-23]. （原始内容存档于2022-03-23）.
115. ↑  Grein, Paul. . Billboard. 2022-04-09  [2022-04-10]. （原始内容存档于2022-04-10）.
116. ↑  Gordon, Holly. . CBC.ca. 2022-05-14  [2022-05-15]. （原始内容存档于2022-05-15）.
117. ↑  Atkinson, Katie. . Billboard. 2022-05-15  [2022-05-18]. （原始内容存档于2022-05-15）.
118. ↑  Rys, Dan. . Billboard. 2021-10-29  [2021-10-29]. （原始内容存档于2021-11-10）.
119. ↑  . Music Business Worldwide. 2022-02-24  [2022-02-24]. （原始内容存档于2022-02-24）.
120. 1 2 3  Brandle, Lars. . Billboard. 2022-03-01  [2022-03-01]. （原始内容存档于2022-03-01）.
121. ↑  . IFPI. 2022-03-22  [2022-03-22]. （原始内容存档于2022-03-22）.
122. ↑  Griffiths, George. . OfficialCharts.com. Official Charts Company. 2021-11-22  [2021-11-22]. （原始内容存档于2021-11-23）.
123. ↑  Copsey, Rob. . OfficialCharts.com. Official Charts Company. 2021-11-24  [2021-11-25]. （原始内容存档于2021-11-26）.
124. ↑  Griffiths, George. . Official Charts Company. 2021-12-24  [2021-12-28]. （原始内容存档于2021-12-28）.
125. 1 2  Griffiths, George. . Official Charts Company. 2022-01-04  [2022-01-04]. （原始内容存档于2022-01-04）.
126. ↑  . GfK Entertainment charts. 2021-11-26  [2021-11-26]. （原始内容存档于2021-11-27）.
127. ↑  Copsey, Rob. . OfficialCharts.com. 2021-11-26  [2021-11-26]. （原始内容存档于2021-12-02）.
128. ↑  Bureau, Eric. . Le Parisien. 2021-11-26  [2021-12-13]. （原始内容存档于2021-12-13）.
129. ↑  .   [2021-12-25]. （原始内容存档于2022-01-03）.
130. ↑  . SNEP.   [2022-01-03]. （原始内容存档于2021-12-13）.
131. 1 2  . dutchcharts.nl.   [2022-01-04]. （原始内容存档于2022-01-03）.
132. ↑  . Daily News Brief. 2021-11-24  [2021-11-24]. （原始内容存档于2021-11-25）.
133. ↑  Caulfield, Keith. . Billboard. 2021-11-22  [2021-11-22]. （原始内容存档于2021-11-24）.
134. ↑  Caulfield, Keith. . Billboard. 2021-11-23  [2021-11-23]. （原始内容存档于2021-11-24）.
135. ↑  Caulfield, Keith. . Billboard. 2021-11-28  [2021-11-29]. （原始内容存档于2021-12-03）.
136. ↑  McIntyre, Hugh. . Forbes. 2021-12-01  [2021-12-01]. （原始内容存档于2021-12-14）.
137. ↑  Zellner, Xander. . Billboard. 2021-11-29  [2021-11-29]. （原始内容存档于2021-12-05）.
138. ↑  Caufield, Keith. . Billboard. 2021-12-05  [2021-12-05]. （原始内容存档于2021-12-05）.
139. ↑  Caulfield, Keith. . Billboard. 2021-12-07  [2021-12-08]. （原始内容存档于2021-12-08）.
140. ↑  Caufield, Keith. . Billboard. 2021-12-12  [2021-12-12]. （原始内容存档于2021-12-14）.
141. ↑  Caulfield, Keith. . Billboard. 2021-12-19  [2021-12-19]. （原始内容存档于2021-12-24）.
142. ↑  Caulfield, Keith. . Billboard. 2021-12-20  [2021-12-20]. （原始内容存档于2022-01-01）.
143. ↑  Caulfield, Keith. . Billboard. 2021-12-27  [2021-12-27]. （原始内容存档于2021-12-28）.
144. ↑  Caulfield, Keith. . Billboard. 2022-01-03  [2022-01-03]. （原始内容存档于2022-01-04）.
145. ↑  Caulfield, Keith. . Billboard. 2022-01-09  [2022-01-10]. （原始内容存档于2022-01-09）.
146. ↑  . Recording Industry Association of America.   [2022-01-12] （英语）.
147. ↑  Caulfield, Keith. . Billboard. 2022-01-06  [2022-01-06]. （原始内容存档于2022-01-06）.
148. ↑  Lipshutz, Jason. . Billboard. 2022-01-06  [2022-01-06]. （原始内容存档于2022-01-17）.
149. 1 2  Kaufman, Gil. . Billboard. 2022-01-06  [2022-01-06]. （原始内容存档于2022-01-06）.
150. ↑   (PDF). Billboard. MRC Data: 40–41. January 2022  [2022-01-06]. （原始内容存档 (PDF)于2022-01-06）.
151. ↑  .   [2022-04-08]. （原始内容存档于2022-04-26）.
152. ↑  .   [2021-11-26]. （原始内容存档于2021-12-02）.
153. ↑  .   [2022-04-08]. （原始内容存档于2022-04-08）.
154. ↑  .   [2021-11-29]. （原始内容存档于2021-11-26）.
155. ↑  .   [2022-04-08]. （原始内容存档于2022-01-08）.
156. ↑  .   [2021-11-29]. （原始内容存档于2021-11-24）.
157. ↑  .   [2021-11-29]. （原始内容存档于2021-11-24）.
158. ↑  . Gaon Music Chart.   [2021-12-23]. （原始内容存档于2021-12-23）.
159. ↑  Wong, Wilson. . NBC News. 2021-10-14  [2022-04-09]. （原始内容存档于2021-12-29）.
160. ↑  Chow, Andrew R. . Time. 2021-11-15  [2022-04-09]. （原始内容存档于2022-04-09）.
161. ↑  Stillwell, Chloe. . Mic. 2021-11-19  [2022-04-09]. （原始内容存档于2022-04-26）.
162. ↑  Charity, Justin. . 2021-11-24  [2022-04-09]. （原始内容存档于2022-04-09）.
163. ↑  Gbogbo, Mawunyo. . ABC News. 2021-11-22  [2022-04-09]. （原始内容存档于2022-04-08）.
164. ↑  White, Gemma. . 2021-12-12  [2022-04-09]. （原始内容存档于2022-01-09）.
165. ↑  Badame, Emma. . 2021-12-31  [2022-04-09]. （原始内容存档于2022-04-18）.
166. ↑  Andrew, Scottie; Asmelash, Leah. . 2021-12-29  [2022-04-09]. （原始内容存档于2021-12-29）.
167. ↑  Mitchell, Thomas. . 2021-12-20  [2022-04-09]. （原始内容存档于2022-04-09）.
168. ↑  Lee, Emily. . iHeart. 2021-12-13  [2022-04-09]. （原始内容存档于2022-04-09）.
169. ↑  "Adele – 30". Australiancharts.com. Hung Medien.
170. ↑  "Adele - 30" (in German). Austriancharts.at. Hung Medien.
171. ↑  "Adele – 30" (in Dutch). Ultratop.be. Hung Medien.
172. ↑  "Adele – 30" (in French). Ultratop.be. Hung Medien.
173. ↑  "Adele Chart History (Canadian Albums)". Billboard.  Retrieved 2021-11-30.
174. ↑  . HDU.   [2021-12-09]. （原始内容存档于2022-04-26）.
175. ↑  . IFPI Czech Republic.   [2022-09-23]. （原始内容存档于2022-09-23） （捷克语）.
176. ↑  "Danishcharts.dk – Adele – 30". Hung Medien.  Retrieved 2021-12-05.
177. ↑  . Hung Medien.   [2021-12-09]. （原始内容存档于2022-04-26）.
178. ↑  "Adele: 30" (in Finnish). Musiikkituottajat.  Retrieved 2021-11-28.
179. ↑  "Adele – 30". Lescharts.com. Hung Medien.
180. ↑  "Offiziellecharts.de – Adele – 30" (in German). GfK Entertainment Charts.
181. ↑  . IFPI Greece.   [2022-01-03]. （原始内容存档于2022-01-03）.
182. ↑  "Archívum – Slágerlisták – MAHASZ – Magyar Hangfelvétel-kiadók Szövetsége". Mahasz.hu. LightMedia.
183. ↑  . Plötutíðindi.   [2021-11-27]. （原始内容存档于2020-04-07）.
184. ↑  "Official Irish Albums Chart Top 50". Official Charts Company.  2021-11-26.
185. ↑  "Adele – 30". Italiancharts.com. Hung Medien.
186. ↑  "Oricon Top 50 Albums: 2021-11-29" (in Japanese). Oricon.  Retrieved 2021-11-24.
187. ↑  . Billboard Japan. 2021-11-24  [2021-11-24]. （原始内容存档于2021-11-24）.
188. ↑  . AGATA. 2021-11-26  [2021-11-26]. （原始内容存档于2021-11-26）.
189. ↑  "Charts.nz – Adele – 30". Hung Medien.  Retrieved 2021-12-05.
190. ↑  "Adele – 30". Norwegiancharts.com. Hung Medien.
191. ↑  "Oficjalna lista sprzedaży :: OLIS - Official Retail Sales Chart". OLiS. Polish Society of the Phonographic Industry.
192. ↑  "Adele – 30". Portuguesecharts.com. Hung Medien.
193. ↑  "Official Scottish Albums Chart Top 100". Official Charts Company.  Retrieved 2021-11-27.
194. ↑  . IFPI Czech Republic.   [2021-11-29]. （原始内容存档于2021-11-29） （捷克语）.
195. ↑  "South Korea GAON Albums Chart". On the page, select year "{{{year}}}" and then "2021.12.12" to obtain the corresponding chart. Korean Charts. Gaon.
196. ↑  "Adele – 30". Spanishcharts.com. Hung Medien.
197. ↑  "Adele – 30". Swedishcharts.com. Hung Medien.
198. ↑  "Adele – 30". Swisscharts.com. Hung Medien.
199. ↑  "Official Albums Chart Top 100". Official Charts Company.  Retrieved 2021-11-26.
200. ↑  "Adele Chart History (Billboard 200)". Billboard.  Retrieved 2021-12-05.
201. ↑  . Australian Recording Industry Association.   [2022-01-13]. （原始内容存档于2022-01-12）.
202. ↑  . austriancharts.at.   [2022-01-13]. （原始内容存档于2022-01-15）.
203. ↑  . Ultratop.   [2022-01-04]. （原始内容存档于2022-01-04）.
204. ↑  . Ultratop.   [2022-01-04]. （原始内容存档于2022-01-04）.
205. ↑  . Hitlisten.   [2022-01-06]. （原始内容存档于2022-01-06）.
206. ↑  . SNEP.   [2022-04-15]. （原始内容存档于2022-04-15）.
207. ↑  . GfK Entertainment charts.   [2022-01-09]. （原始内容存档于2021-12-21）.
208. ↑  . Mahasz.   [2022-02-01]. （原始内容存档于2022-02-01）.
209. ↑  . Plötutíðindi.   [2022-05-27]. （原始内容存档于2022-05-11）.
210. ↑  Griffiths, George. . Official Charts Company. 2022-01-09  [2022-01-09]. （原始内容存档于2022-01-09）.
211. ↑  . Federazione Industria Musicale Italiana.   [2022-01-08]. （原始内容存档于2020-03-18）.
212. ↑  . Recorded Music NZ.   [2022-01-24]. （原始内容存档于2022-01-24）.
213. ↑  . IFPI Norway.   [2022-01-31]. （原始内容存档于2022-01-31）.
214. ↑  . Polish Society of the Phonographic Industry.   [2022-02-01]. （原始内容存档于2022-02-01）.
215. ↑   (PDF). Audiogest: 1.   [2022-02-02]. （原始内容存档 (PDF)于2022-01-27）.
216. ↑  . Productores de Música de España.   [2022-01-20]. （原始内容存档于2022-01-20）.
217. ↑  . Sverigetopplistan.   [2022-01-14]. （原始内容存档于2022-01-15）.
218. ↑  . hitparade.ch.   [2021-12-26]. （原始内容存档于2021-12-26）.
219. ↑   (PDF). Australian Recording Industry Association.   [2022-02-04]. （原始内容存档 (PDF)于2022-05-06）.
220. ↑  . IFPI Austria.   [2022-01-19] （德语）.
221. ↑  . Sunderbeats. 2021-12-20  [2022-01-11]. （原始内容存档于2022-01-11）.
222. ↑  . Radio Carolina（西班牙语：Radio Carolina）. 2021-12-21  [2022-01-08]. （原始内容存档于2021-12-21）.
223. ↑  . IFPI Danmark.   [2022-01-11] （丹麦语）.
224. ↑  . Syndicat National de l'Édition Phonographique.   [2022-01-03] （法语）.
225. ↑  Berthelot, Théau. . Charts in France（英语：Puremédias）. 2022-01-07  [2022-01-08]. （原始内容存档于2022-01-07）.
226. ↑  . Federazione Industria Musicale Italiana.   [2022-03-07] （意大利语）.
227. ↑  . Recorded Music NZ.   [2022-02-04] （英语）.
228. ↑  . Polish Society of the Phonographic Industry. 2022-01-26  [2022-01-26] （波兰语）.
229. ↑   (PDF). Associação Fonográfica Portuguesa.   [2022-01-26] （葡萄牙语）.
230. ↑  . El portal de Música. Productores de Música de España.   [2021-12-29] （西班牙语）.
231. ↑  . Sverigetopplistan.   [2021-12-20] （瑞典语）.
232. ↑  . IFPI Switzerland. Hung Medien.   [2021-12-19] （德语）.
233. ↑  . British Phonographic Industry.   [2022-01-07] （英语）.
234. ↑  . Recording Industry Association of America.   [2022-01-12] （英语）.
235. ↑  发行规格来源：
  1. . Adele | Official Store.   [2021-10-14]. （原始内容存档于2021-10-14）.
  2. . Adele | Official Store.   [2021-10-14]. （原始内容存档于2021-10-14）.
  3. . Adele | Official Store.   [2021-10-14]. （原始内容存档于2021-10-16）.
  4. . Adele | Official Store.   [2021-10-14]. （原始内容存档于2021-10-14）.